# Labeo molybdinus
Labeo molybdinus är en fiskart som beskrevs av Du Plessis, 1963. Labeo molybdinus ingår i släktet Labeo och familjen karpfiskar. IUCN kategoriserar arten globalt som livskraftig. Inga underarter finns listade i Catalogue of Life.